# Valeri Aleksandrovich Sorokin
Valeri Aleksandrovich Sorokin (tiếng Nga: Валерий Александрович Сорокин; sinh ngày 27 tháng 3 năm 1987) là một cầu thủ bóng đá người Nga. Anh thi đấu cho F.K. Spartak Kostroma.